# الکو ۸۰۱۸۰
سیارک ۸۰۱۸۰ (به انگلیسی: 80180 Elko، نامگذاری:1999VS) هشتاد هزار و صد و هشتادمین سیارک کشف شده‌است که در ۳ نوامبر ۱۹۹۹ کشف شد.